# Pražský most (Madrid)

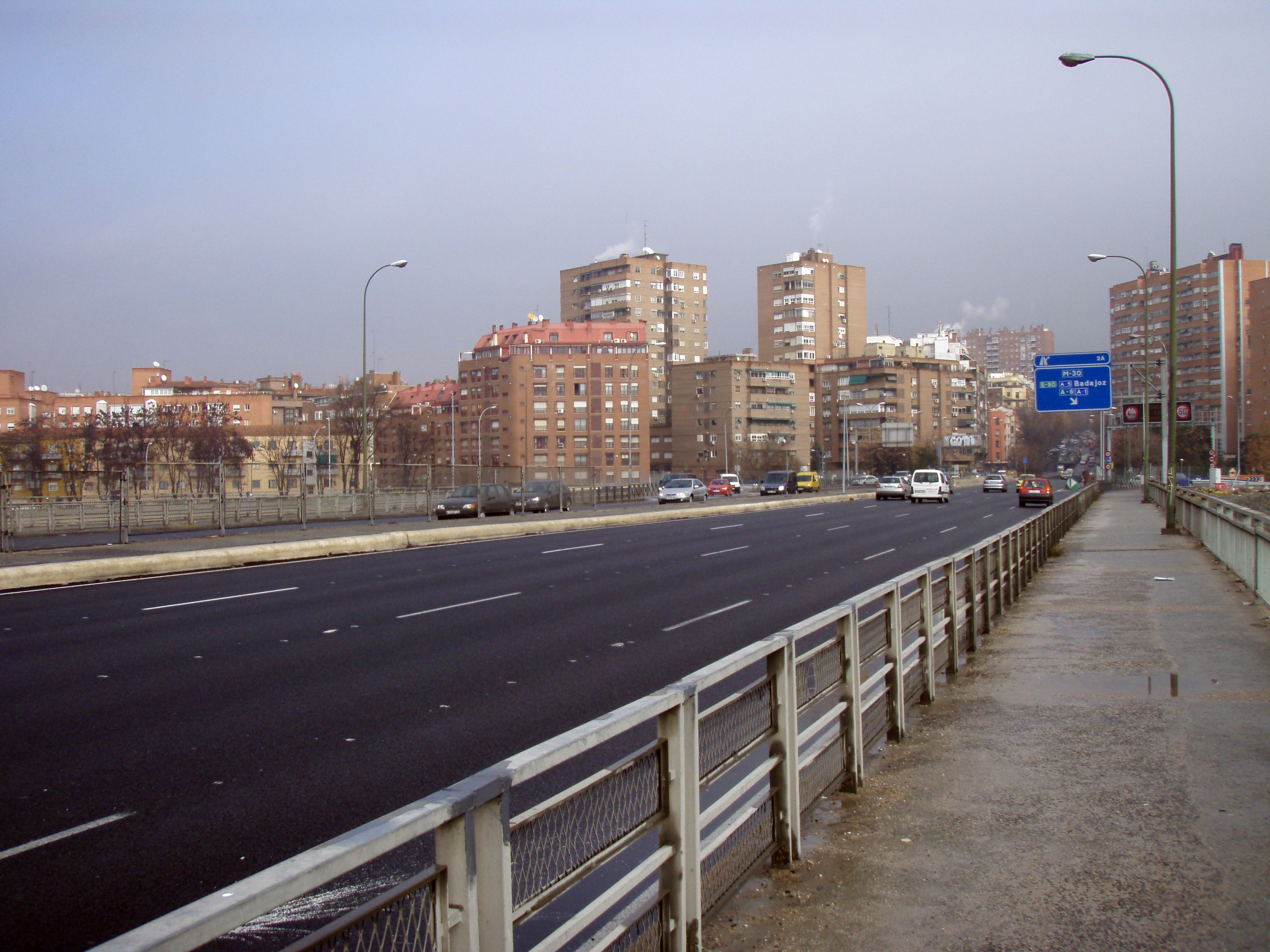
Silnice na Pražském mostě

Pražský most (španělsky Puente de Praga) je silniční most přes řeku Manzanares v Madridu ve Španělsku. Vychází z promenády Santa María de la Cabeza směrem k silnici na Toledo, čímž spojuje madridské městské čtvrti Arganzuela a Carabanchel.

## Historie
Původní most na místě současného Pražského mostu, postavený přibližně v roce 1925, sloužil především k přepravě dobytka na jatka a na trh, a proto byl neoficiálně označován jako jateční most (puente del Matadero). V roce 1932 se madridská městská rada rozhodla tento most pojmenovat po Praze.
Stavba nového mostu na místě toho původního započala ve 40. letech 20. století. Při jeho slavnostním otevření v roce 1952 byl vzhledem k Francově diktatuře nový most pojmenován ideologicky jako most Hrdinů z Alcázaru v Toledu (puente de los Héroes del Alcázar de Toledo), i když mezi lidmi se nadále běžně používalo jeho původní jméno.
Vzhledem k problémům se založením stavby a nízké kvalitě použitých materiálů rozhodly úřady v roce 1964 o demolici mostu a jeho nahrazení novou konstrukcí. Most byl postupně rozebírán souběžně se stavbou nové konstrukce a třetí verze mostu byla oficiálně otevřena 11. října 1968.
V roce 2009 bylo oficiálně obnoveno původní označení Puente de Praga (Pražský most), když tuto změnu navrhli radní Carlos Izquierdo ze čtvrti Carabanchel a Dolores Navarro z Arganzuelu ve svých místních zastupitelstvech. Návrh byl následně předložen hlavnímu městskému zastupitelstvu, které jej jednomyslně schválilo.
Od svého otevření v roce 1952 se most stal významným přístupovým bodem do Madridu z jihu, neboť umožnil napojení se silnicí do Toleda. Ta díky novému mostu vedla přímo do centra města prodloužením promenády Santa María de la Cabeza, namísto původní trasy vycházející od Toledského mostu (dnešní ulice Antonio Leyva).
Most umožňuje automobilovou i pěší dopravu a vede nad parkem Arganzuela, který byl rozšířen směrem na jih v rámci projektu Madrid Río a zasahuje do prostoru bývalých jatek. Pro usnadnění stavebních prací na zakrytí dálnice M-30 byl most demontován, a po dokončení úprav byl v roce 2010 znovu slavnostně otevřen.